# KV46

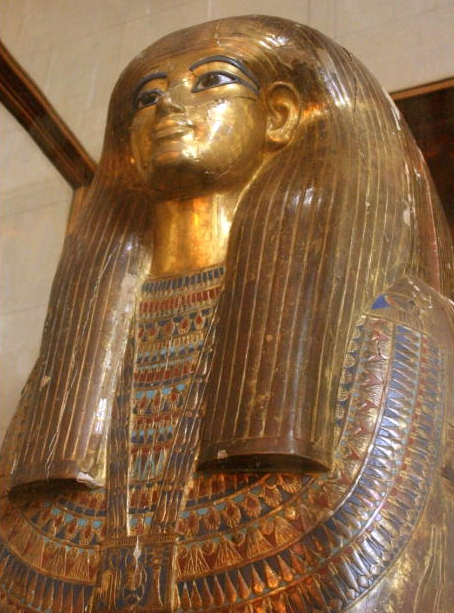
Tjuyu thứ ba của quan tài từ KV46 (bảo Tàng Cairo)

Ngôi mộ KV46 trong Thung lũng của các vị Vua là ngôi mộ của Yuya và vợ ông là Tjuyu, cha mẹ của nữ hoàng Tiye, vợ của Amenhotep III, và vua Ay, và ông bà của Nefertiti. Nó đã được phát hiện trong tháng 2 năm 1905 bởi James E. Quibell, được tài trợ bởi Theodore M. Davis, người được công bố một sẽ thực hiện một cuộc khai quật vào năm 1907.
KV46 bao gồm một cầu thang dẫn xuống một hành lang nghiêng và phòng chôn cất. Các bức tường của ngôi mộ không được trang trí gì.

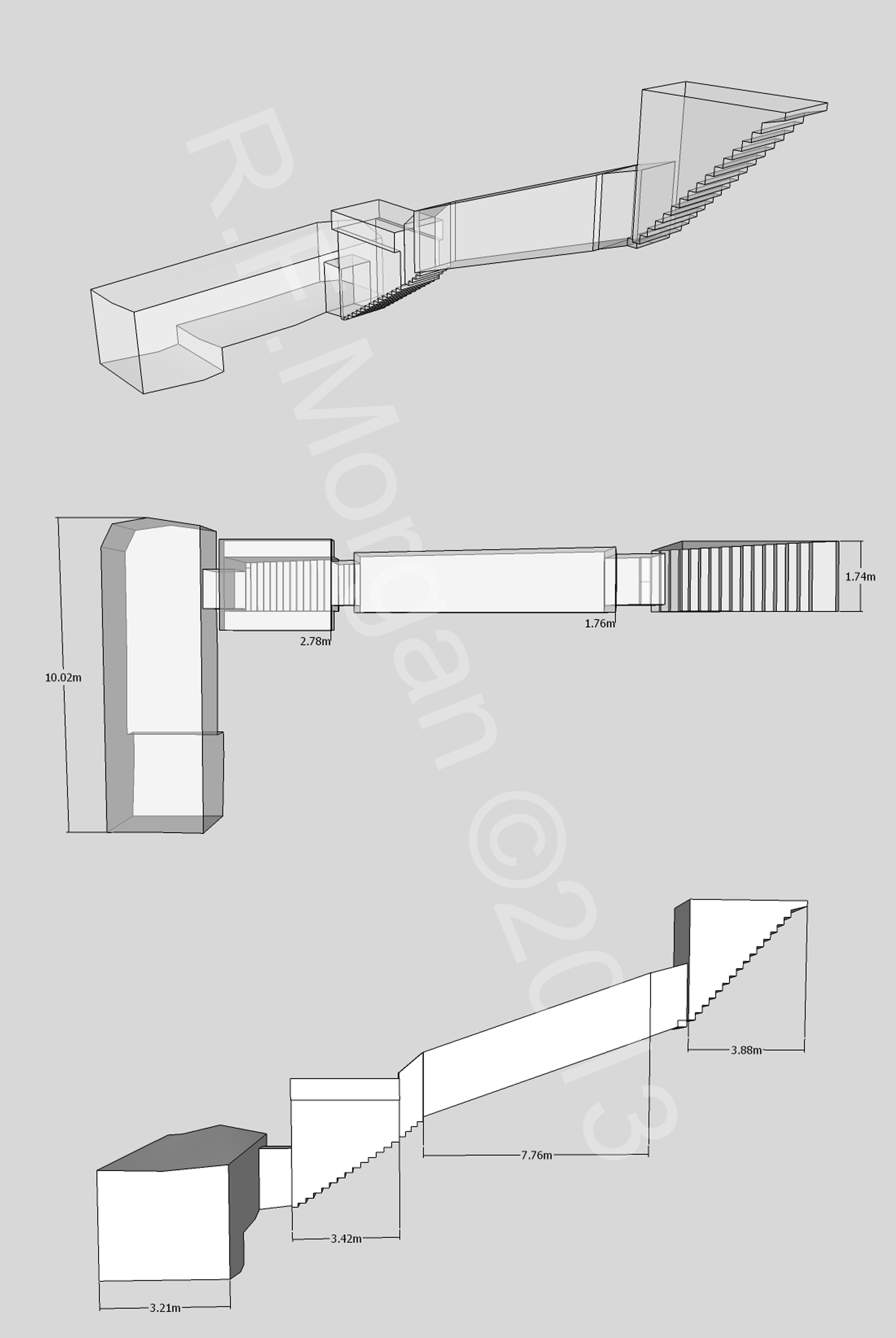
Hình ảnh của KV46 lấy từ một mô hình 3d

## Hiên vật được tìm thấy tại KV46

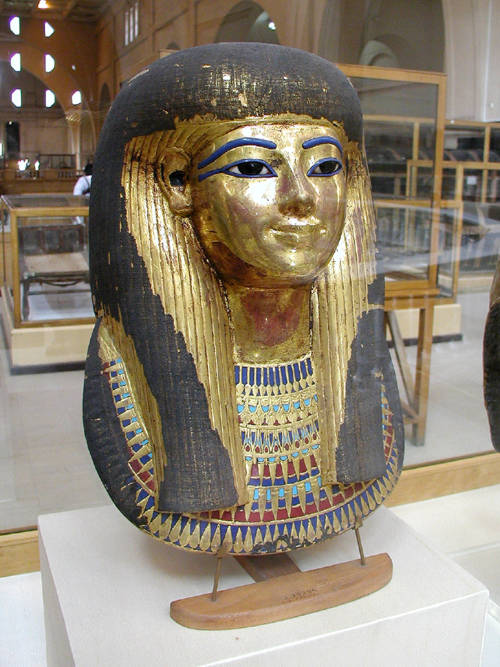
Mặt nạ xác ướp của Tjuyu.
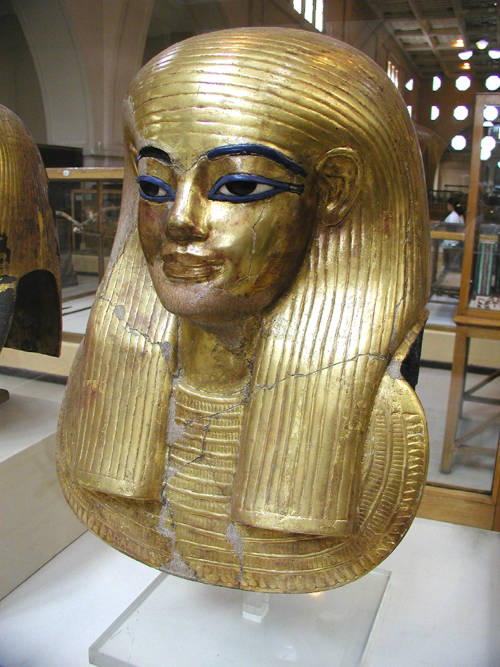
Mặt nạ xác ướp của Yuya.
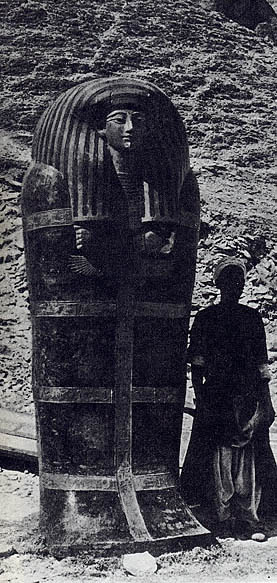
Cỗ quan tài lớn của Yuya lúc khai quật năm 1905.
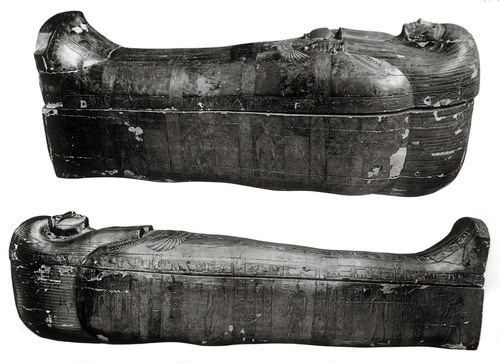
Cỗ quan tài thứ hai của Yuya.
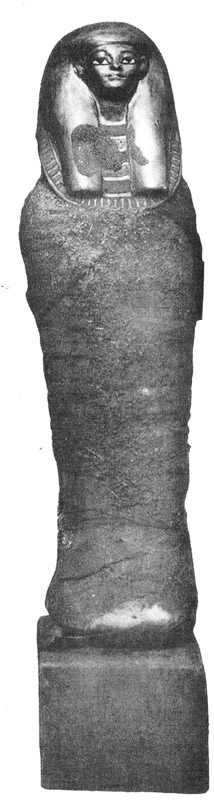
Mặt nạ và xác ướp từ KV46.
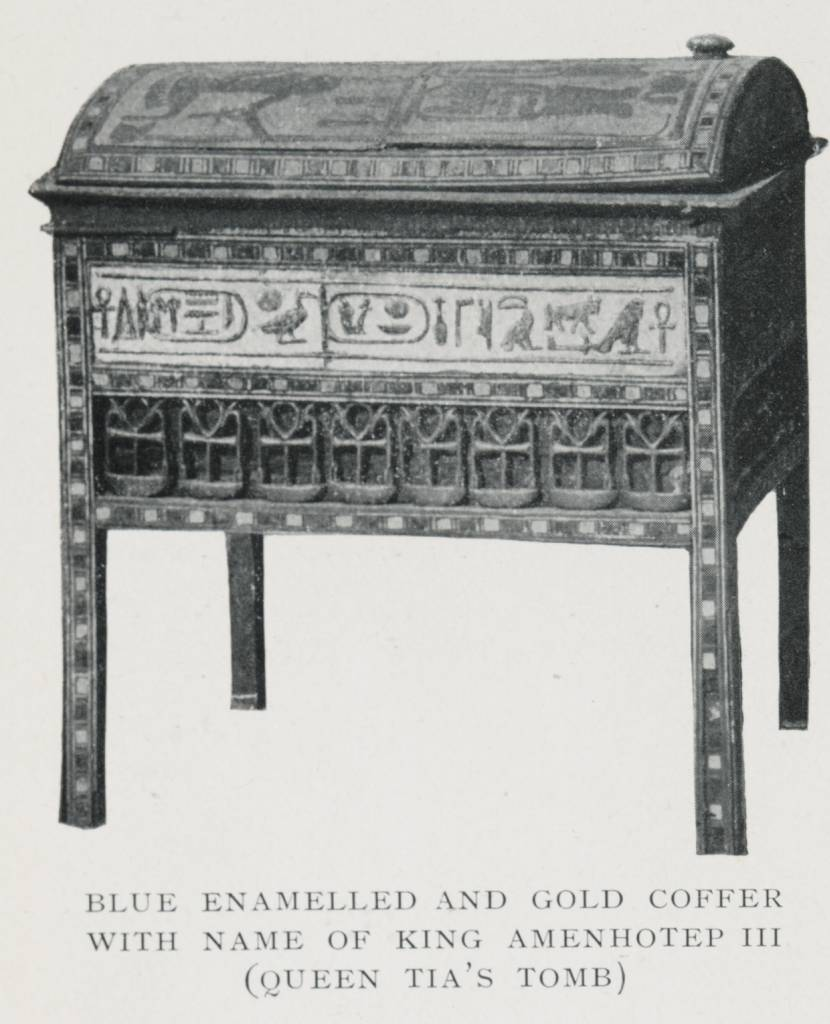
Amenhotep III.
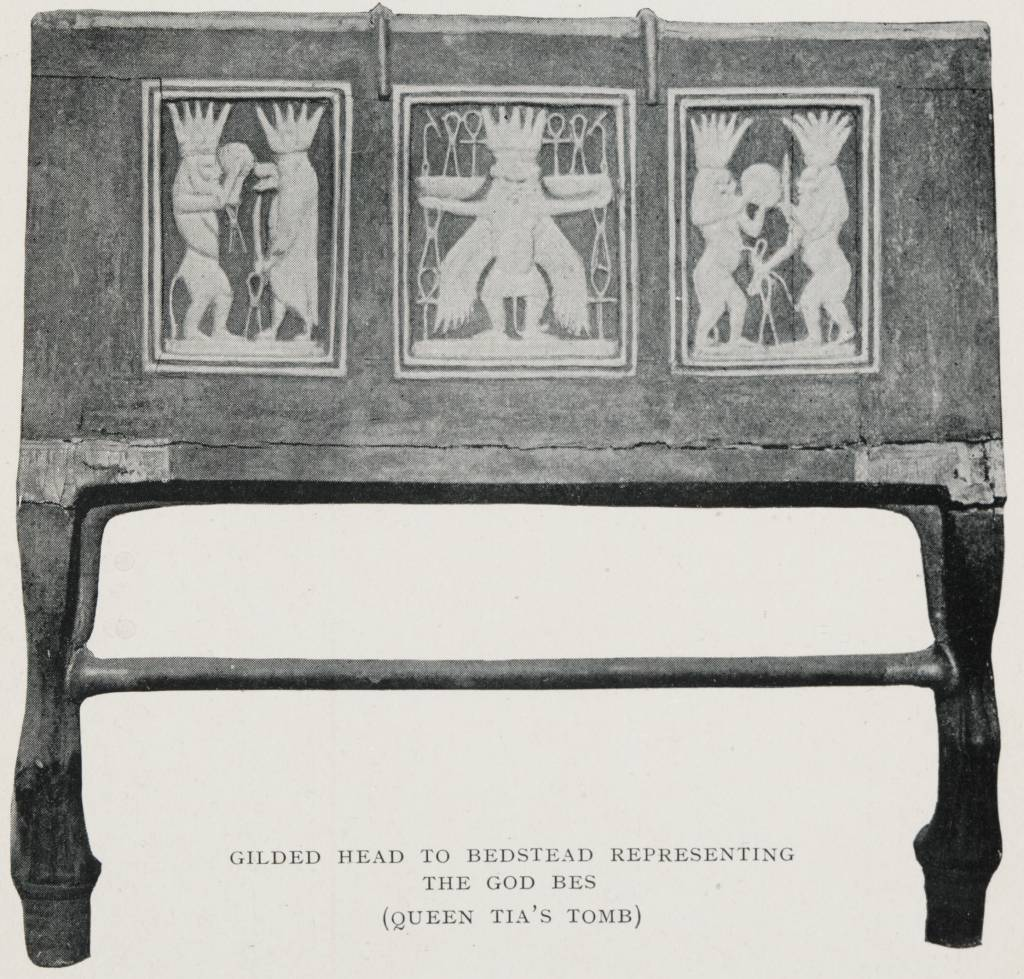
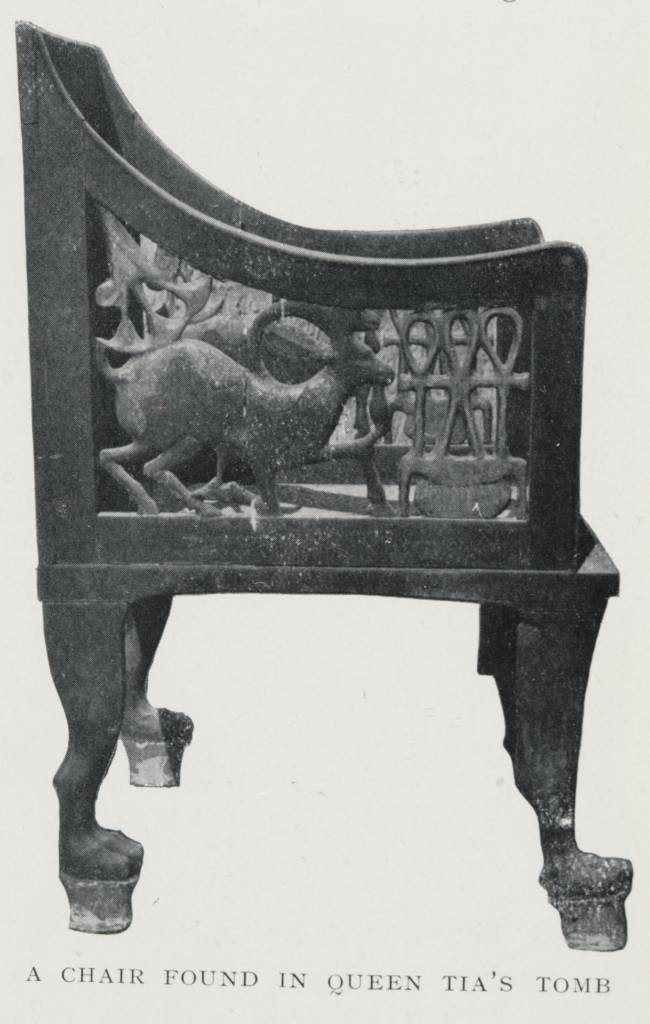
Chiếc ghế được tìm thấy ở KV46.
Xác ướp của Yuya (trái) và Tjuyu(phải)Xác ướp của Yuya (trái) và Tjuyu(phải)

## Bản đồ vị trí các ngôi mộ
|  | Chủ đề Ai Cập cổ đại |